# گونار

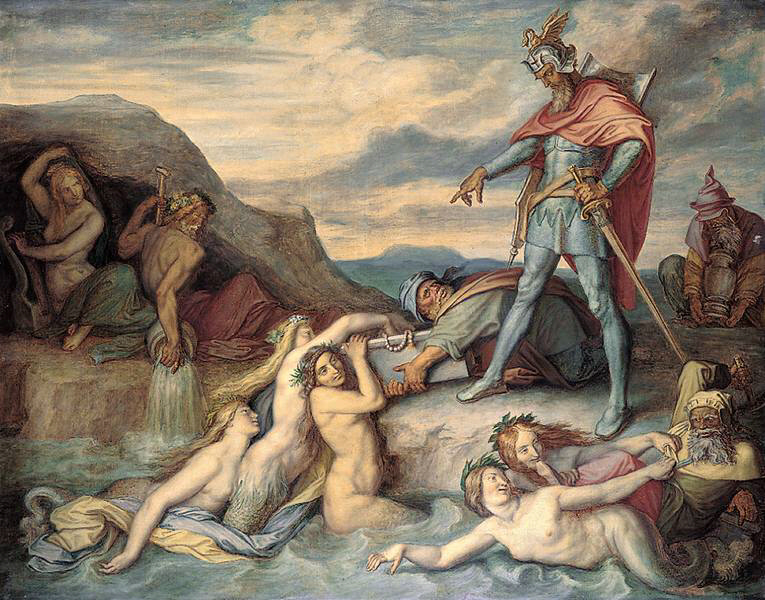
بر طبق سرود نیبلونگ‌ها (۱۸۵۹)، گونار به هاگنی دستور داد تا گنجینه را در رود راین رها کند.

گونار (به زبان نروژی باستان: Gunnarr) پادشاه بورگاندی، فرزند گیوکی، پادشاه جنوب رود راین و ساحره‌ای به نام گریم‌هیلد بود. او همچنین برادر هاگنی، گوتورم و گودرون بود. داستان‌های افسانه‌ای دربارهٔ او (به ویژه در مورد روابطش با زیگفرید) در متون‌هایی به زبان‌های لاتین، آلمانی میانه، نورس باستان و انگلیسی باستان در دسترس است.
بر طبق ادبیات ژرمن‌ها، گونار همچنین با نام گونتر، فرزند دانکرت (یا گیبیکو) و اوتا شناخته می‌شود.

## افسانه‌ها
تخریب شهر ورمز و پادشاهی بورگاندی بدست هان‌ها، به عنوان موضوعی برای افسانه‌های پهلوانان شد که پس از آن در بسیاری از آثار ادبیات قرون وسطی، همانند اشعار حماسی آلمان میانه و سرود نیبلونگ‌ها به ثبت رسید.
زیگفرید و گونار هنگام ملاقات با یکدیگر سوگند برادری یاد کردند. زیگفرید برای پیروزی در نبردهای بسیاری به گونار کمک کرد و سپس با خواهرش گودرون ازدواج نمود. زمانی که وقت ازدواج گونار فرا رسید، شیفتهٔ برونهیلد شد. برونهیلد والکیری بود که در میان شعله‌های آتش در انتظار قهرمانی خفته بود که او را بیدار کند. گونار برای دفعات سعی کرد با اسبش از میان شعله‌های آتش بگذرد، اما موفق نشد. چنین شد که از زیگفرید دلاور درخواست کرد به جای او این کار را انجام دهد (از آنجایی که گونار به اندازه کافی شجاع نبود تا از شعله‌های آتش عبور کند). آن‌ها به کمک گریم‌هیلد و توسط جادویی ظاهرشان را عوض کردند تا هر کدام چهره‌ای شبیه به دیگری داشته باشند. زیگفرید در ظاهر گونار از حلقه‌های آتش گذشت و برونهیلد را نجات داد. تنها مدت کمی پس از ازدواج گونار و برونهیلد، برونهیلد از این حقیقت که چه کسی او را از میان آتش نجات داد مطلع شد. سپس این زن خشمگین با گفتن دروغی به گونار، او را برای کشتن زیگفرید فریب داد. گونار به سبب پیمان برادری که با زیگفرید بسته بود، قادر به کشتن او نبود. در این بین برادرش گوتورم، با وارد کردن ضربه‌ای مهلک او را به شدت زخمی کرد و در انتها زیگفرید و گوتورم یکدیگر را کشتند.
پس از مرگ زیگفرید، برونهیلد به دروغگویی اعتراف می‌کند و در مراسم تشییع جنازه‌اش آشکار کرد که در زندگی به هیچ‌کسی غیر از زیگفرید عشق نمی‌ورزید و خود را درون شعله‌ها افکند. پس از مرگ زیگفرید و برونهیلد، گونار و برادرش هاگنی گنجینهٔ زیگفرید را برای خود نگاه داشتند. بعدها، او با زنی به نام گلاموور ازدواج کرد.